# Polygyra myersi
Polygyra myersi is een uitgestorven  slakkensoort uit de familie van de Polygyridae. De wetenschappelijke naam van de soort werd voor het eerst geldig gepubliceerd in 1929 door Marshall.